# Jens Stenberg
Jens Stenberg, född den 3 maj 1974 i Örebro, är en svensk journalist.
Jens Stenbergs journalistbana inleddes som reporter på Provinstidningen Dalsland i början av 1990-talet och fortsatte med krönikor och kulturrecensioner i Nya Wermlands-Tidningen. Han började 1994 arbeta på Slitz, som då var en musiktidning, som journalist och senare musikredaktör. 1999 kom Jens Stenberg till mode- och livsstilsmagasinet Magazine Café (oftast kallat Café) som redaktör, sedermera redaktionschef och chefredaktör. Våren 2000 tillträdde han tjänsten som chefredaktör på Magazine Café och stannade på tjänsten till 2015. Han har därefter varit verksam på andra poster inom Aller Media, först som  digital innehållschef 2015-2018 och sedan 2018 som utvecklingschef.
Andra tidningar där Jens Stenberg medverkat som skribent är till exempel Elle, Femina, RES och Stureplan (tidskrift).